# Aon
Aon plc, (NYSE: AON), är en brittisk multinationell försäkringsförmedlare och konsultföretag inom riskhanteringar, försäkringar, återförsäkringar, captive management, gruppförsäkringar, pensioner och andra förmåner. De även konsulterar och har hand om outsourcing av personal inom human resources (HR). Aon hade en omsättning på över $ 11 miljarder för år 2011.

## Historia
Aon plc hette Aon Corporation och var amerikanskt fram till mars 2012 när Aon:s aktieägare beslöt via en omröstning, att flytta bolaget och huvudkontoret från Chicago, Illinois till London. Flytten blev officiellt klar i början av april samma år.
Den 12 april 2012 blev det offentligt att Aon förvärvade den nederländska affärsbanken ABN Amros försäkringsverksamhet för kommersiella kunder. Köpeskillingen för affären är fortfarande hemlig.

## Aon i Sverige
Aon har verkat i Sverige sedan 1992 och har kontor i Stockholm, Göteborg och Malmö.

## Sponsring
Den 3 juni 2009 utannonserades att Aon och det engelska fotbollslaget Manchester United Football Club hade förhandlat fram ett sponsoravtal med varandra till ett värde av £ 80 miljoner över fyra år, det var då det mest lukrativa tröjsponsorsavtalet som har skrivits mellan en sponsor och ett fotbollslag. I augusti 2012 meddelade Manchester United Aon att det inte kan bli någon förlängning av avtalet när det går ut 2014, för att de hade redan kommit överens om ett nytt sponsoravtal med den amerikanska biltillverkaren General Motors. Avtalet är på sju år och är värt minst £ 350 miljoner.
Aon sponsrar också racingstallet Team Aon (tidigare  Arena Motorsport) i World Touring Car Championship (WTCC) sedan 2012, innan dess så körde stallet i den brittiska touringserien British Touring Car Championship (BTCC). Samarbetet har varit aktivt sedan 2009.